# Juin 1802

## Événements

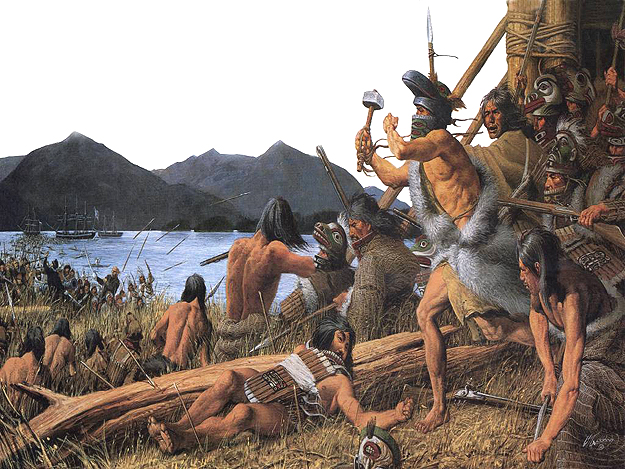
Bataille de Sitka, par Louis S. Glanzman, 1988.

- France : traités de commerce avec la Turquie

- 1er juin : Phúc Ánh, qui a vaincu les Tay Son, réunifie le Viêt Nam et fonde, sous le nom de Gia Long, la dynastie impériale des Nguyễn (fin en 1883)[1].

- 2 juin : adoption du Health and Morals of Apprentices Act au Royaume-Uni. La durée légale du travail des enfants de moins de seize ans est fixée à douze heures par jour[2].

- 7 juin : les Français capturent le chef noir Toussaint Louverture à Haïti ; il est déporté en France (12 juillet)[3].

- 20 juin :
  - Nicolas Baudin arrive à Sydney[4].
  - En Alaska, les indiens Tlingits, détruisent le fort de Sitka et massacrent les colons russes[5].

- 23 juin : l'explorateur allemand Alexandre de Humboldt escalade le mont Chimborazo (Équateur) dans les Andes établissant un record d'altitude[6].

- 25 juin : traité d'alliance offensive et défensive et de commerce entre la France et l'empire ottoman, ratifié par le sultan le 25 août[7].

## Naissances
- 1er juin : Charles Lenormant (mort en 1859), archéologue, égyptologue et numismate français.
- 2 juin : Arend Friedrich August Wiegmann (mort en 1841), zoologiste allemand.
- 17 juin : Hermann Mayer Salomon Goldschmidt (mort en 1866), astronome et peintre allemand.
- 21 juin : Luigi Calamatta, peintre et graveur italien († 8 mars 1869).

## Décès
- 4 juin : Charles-Emmanuel IV de Savoie, roi de Sardaigne (° 24 mai 1751).
- 5 juin : Johann Christian Gottlieb Ernesti, philologue allemand  (° 1756).